# 相沢早苗 (漫画家)
相沢 早苗（あいざわ さなえ、? - ）は、日本の漫画家。主に成年向け漫画雑誌で活動していた。

## 来歴
1985年（昭和60年）頃から「相沢 早苗」もしくは「武者小路 あつね」名義で、白泉社や桜桃書房のアンソロジー本にて作品を発表。1990年代、主にワニマガジン社『YOUNG HIP』や『アクションカメラ』などで作品が掲載されていた。また、講談社『月刊少年マガジン』の読者コーナーイラストを「相沢 ななえ」名義で担当していた時期もある。
商業だけでなく、同人サークル「あいざわーるど」で活動していた時期もある。

## 作品リスト

### 単行本
成年向け作品
- 『愛したい』 ワニマガジン社〈ワニマガジンコミックス〉 1994年5月 ISBN 978-4-8982-9152-8
- 『愛したい 2』  ワニマガジン社〈ワニマガジンコミックス〉 1994年9月 ISBN 978-4-8982-9161-0
- 『アネボク－禁断恋愛－』
- 『純愛だもんッ!』  ワニマガジン社〈ワニマガジンコミックス〉 1995年5月 ISBN 978-4-8982-9174-0
- 『シスターTOブラザー1』 海王社〈海王社コミックス〉 1996年9月 ISBN 978-4-8772-4202-2
- 『シスターTOブラザー2』  海王社〈海王社コミックス〉 1998年3月 ISBN 978-4-8772-4219-0
- 『感じる年頃…』 ワニマガジン社〈ワニマガジンコミックス〉 1998年5月 ISBN 978-4-8982-9349-2
- 『鏡の中のアリス1』 海王社〈海王社コミックス〉 1998年9月 ISBN 978-4-8730-6004-0
- 『レガシー遺産』 海王社〈海王社コミックス〉 1999年3月 ISBN 978-4-8772-4236-7
- 『鏡の中のアリス2』 エンジェル出版〈エンジェルコミックス〉 1999年10月 ISBN 978-4-8730-6042-2
- 『OL SEX 働くお姉さん』 ワニマガジン社〈ワニマガジンコミックス〉 1999年12月 ISBN 978-4-8982-9460-4
- 『性癖白書』 エンジェル出版〈エンジェルコミックス〉 2001年8月 ISBN 978-4-8730-6110-8
- 『人外淫伝Mrs.MAKI』 宙出版〈ラブハートコミックス〉 2005年9月 ISBN 978-4-7767-9223-9

### アンソロジー
成年向け作品
- 『大奥物語 （世間の歴史をさわがせた美女シリーズ2）』 桜桃書房 1989年2月 ISBN 978-4-8718-3177-2 ※ 武者小路 あつね名義
- 『WAKE UP』 桜桃書房 1989年5月 ISBN 978-4-8718-3196-3 ※ 武者小路 あつね名義
- 『エクスパー少女隊 VOL.1』 桜桃書房 1989年7月 ISBN 978-4-8718-3198-7 ※ 武者小路 あつね名義
- 『WAKE UP Vol.2』 桜桃書房 1989年10月 ISBN 978-4-8718-3227-4 ※ 武者小路 あつね名義
- 『C-fetish』 ヒット出版社〈ヒットレディースコミック〉 1994年1月 ISBN 978-4-9385-4425-6 ※ 武者小路 あつね名義
- 『いけない兄姉関係』 ヒット出版社〈セラフィンコミックス〉 2000年2月 ISBN 978-4-8946-5111-1

全年齢向け作品
- 『コミケット・グラフィティ-マンガ・アニメ同人誌の10年』 朝日出版社 1985年2月 ISBN 978-4-2558-5010-8 （「きょうこちゃん、奮然す…!?」収録）
- 『メルティ・レモン 3』 白泉社〈ジェッツコミックス〉 1985年10月 ISBN 978-4-5921-3703-0 （「はいすくーるファイター」収録）
- 『メルティ・レモン 4』 白泉社〈ジェッツコミックス〉 1985年12月 ISBN 978-4-5921-3704-7 （「どこが違うか、わかるかなー」収録）
- 『メルティ・レモン 5』 白泉社〈ジェッツコミックス〉 1986年3月 ISBN 978-4-5921-3705-4 （「僕の姉貴はとうめい人間」収録）
- 『メルティ・レモン 6』 白泉社〈ジェッツコミックス〉 1986年4月 ISBN 978-4-5921-3706-1 （「泳げ!!かなづちSwimmer」収録）
- 『メルティ・レモン 7』 白泉社〈ジェッツコミックス〉 1986年6月 ISBN 978-4-5921-3707-8 （「LADY SHERIFF」収録）

### 未収録作品
全年齢向け作品
- 太閤奇譚 （白夜書房『コミッククラフト』1990年8月 - 1991年6月） 原作：砂倉そーいち

## 脚註
1. ↑  コミックマーケット56カタログに記載有り。